# Sillans-la-Cascade
 Sillans-la-Cascade  es una población y comuna francesa, que se encuentra en la región de Provenza-Alpes-Costa Azul, departamento de Var, en el distrito de Brignoles y cantón de Tavernes.

## Demografía
| 141 | 173 | 249 | 343 | 438 | 414 |
| Para los censos de 1962 a 1999 la población legal corresponde a la población sin duplicidades (Fuente: INSEE [Consultar]) |     |     |     |     |     |